# Заколдованный замок
«Заколдованный замок» — фильм режиссёра Роджера Кормана, снятый в 1963 году. Экранизация повести Говарда Лавкрафта «Случай Чарльза Декстера Варда», в рекламных целях включённая в цикл фильмов по произведениям Эдгара По. Фактически из произведений По использована лишь небольшая цитата в конце фильма, добавленная, согласно воспоминаниям режиссёра, по требованию продюсеров для поддержания видимости популярной кинофраншизы.

## Сюжет
Конец XVIII века, Аркхем. Жители города сжигают местного богача Джозефа Кёрвина, который проводил в своём замке зловещие опыты. Однако перед смертью тот проклинает своих палачей и их потомство. Через 110 лет в город приезжает наследник Кёрвина — Чарльз Декстер Вард с женой Энн. Горожане встречают его враждебно. Вдобавок здесь полно мутантов. Однако несмотря на всё это Вард решает осмотреть свою новую собственность. Здесь он неожиданно встречает хранителя Саймона Орна, который, как оказалось, ждал Чарльза.
От доктора Уиллета новый хозяин замка узнаёт, что Кёрвин владел экземпляром «Некрономикона», с помощью которого хотел вызвать в этот мир Ктулху и Йог-Сотота. Тем временем колдун решает воспользоваться телом своего потомка для возвращения в этот мир. Теперь целью Кёрвина становится месть потомкам своих убийц. Для этого он привлекает демона из иного мира. Однако, так как жена Чарльза Энн противится превращению Варда в Кёрвина, чернокнижник пытается воскресить женщину, которую вожделел при жизни — Хестер Тиллингаст. В конце концов ему это удаётся.
Энн в сопровождении доктора Уиллета пытается найти своего мужа, однако превращение уже практически свершилось. Теперь чернокнижник намеревается принести их в жертву. Однако жители Аркхема решают сжечь замок. В огне погибает старинный портрет, через который осуществлялась связь Кёрвина и Варда. Ставший самим собой Чарльз освобождает жену, а доктор помогает ему и женщине выбраться из горящего замка.

## В ролях
- Винсент Прайс — Джозеф Карвен / Чарльз Декстер Вард
- Дебра Пейджит — Энн Вард
- Лон Чейни младший — Саймон Орн
- Фрэнк Максвелл — доктор Виллетт / Приам Виллетт
- Лео Гордон — Эдгар Уиден / Эзра Уиден
- Элиша Кук младший — Гидеон Смит / Михей Смит
- Джон Диркес — Бенджамин Уэст / мистер Уэст
- Милтон Парсонс — Джейбес Хатчинсон
- Кэти Мерчант — Хестер Тиллингаст
- Гай Уилкерсон — Гидеон Лич / мистер Лич
- А. Стэнфорд Джолли — Кэрмоди, кучер
- Гарри Эллерб — служитель
- Барбура Моррис — миссис Уиден
- Дарлен Люхт — мисс Фитч
- Бруно ВеСота — Бруно, трактирщик